# Bitwa pod Alba de Tormes
Bitwa pod Alba de Tormes – starcie zbrojne, które miało miejsce 26 listopada 1809 roku. Korpus francuski dowodzony przez gen-mjr. Jeana Marchanda rozbił hiszpańską armię gen-por. diuka del Parque.

## Tło bitwy
Marchand objął dowództwo VI Korpusu w zastępstwie nieobecnego marszałka Neya. W październiku armia hiszpańska diuka del Parque zadała Marchandowi upokarzającą klęskę pod Tamamés, 56 km na południowy zachód od Salamanki. 20 listopada Del Parque zajął Salamankę realizując część wielkiego planu hiszpańskiego kleszczowego uderzenia na Madryt jednocześnie z północnego zachodu i z południa. Tymczasem dzień wcześniej (19 listopada) siły hiszpańskie - stanowiące południowe ramię tej operacji – zostały całkowicie rozbite w bitwie pod Ocañą. Gdy wieść o tym dotarła (24 listopada) do Del Parque, natychmiast opuścił miasto i ruszył spiesznym marszem na południowy wschód licząc na to, że zdoła ukryć się przed Francuzami w górach środkowej Hiszpanii.

## Zestawienie sił
Wzmocniony VI Korpus Marchanda składał się z jego własnej dywizji piechoty (3-batalionowe pułki 6. lekki, 39., 69. i 76. liniowe), dywizji piechoty gen-mjr. Maurice’a Mathieu (3-bat. pułki 25. lekki, 27. i 59. liniowe oraz 1-bat. 50. liniowy), brygady kawalerii korpuśnej bryg. Jeana Lorceta (3. pułk huzarów i 15. szaserów), a także dywizji dragonów gen-mjr. Kellermanna (pułki 3., 10., 15. i 25.). W sumie około 10 tys. piechoty, 3 tys. kawalerii i 30 dział.
W skład hiszpańskiej armii diuka Del Parque wchodziły: awangarda gen-mjr. Martina de la Carrery, dywizja piechoty gen-mjr. Francisca Xaviera Losady, dywizja piechoty hr. de Belvedere'a i dywizja kawalerii księcia Anglony. W sumie 21 300 piechoty, 1 500 kawalerii i 18 dział.

## Przebieg bitwy
Del Parque popełnił poważny błąd nie wyznaczając żadnego oddziału do straży tylnej, który stanowiłby osłonę przed szybko postępującym nieprzyjacielem. A tak właśnie postępował chcący zmyć hańbę październikowej porażki Marchand. Uderzył na uchodzących Hiszpanów koło miejscowości Alba de Tormes, 21 km na południowy wschód od Salamanki. Licząca 2 400 szabel kawaleryjska awangarda Kellermanna zaskoczyła armię del Parque, gdy ta przeprawiała się przez rzekę Tormes i rozgromiła ją od pierwszego uderzenia. Gdy na plac boju przybyła piechota Marchanda w zasadzie było już po bitwie; do wykonania została jedynie akcja oczyszczająca.
Hiszpanie stracili 2 tys. zabitych i rannych, ponad 1 tys. jeńców, 9 dział i prawie cały tabor. Straty francuskie to 300–600 zabitych i rannych. 
 

Moim zdaniem gdyby zachowali swoje obie armie, albo przynajmniej jedną z nich, sprawy zostałyby w naszych rękach. Ale nie! Nic nie usprawiedliwia toczenia wielkich bitew w sytuacji, gdy przegrana jest wiadoma od samego początku

Obie przegrane pod Ocañą i Alba de Tormes były wstępem - na przełomie roku 1809 i 1810 – do szeregu oblężeń miast, jak Girona, Astorga, Lleida i Ciudad Rodrigo, które kolejno wpadały w ręce armii francuskiej.